# ダブルインパクト〜漫才&コント 二刀流No.1決定戦〜
『ダブルインパクト～漫才&コント 二刀流No.1決定戦～』（ダブルインパクトまんざいアンドコントにとうりゅうナンバーワンけっていせん）は、日本テレビと読売テレビが主催・運営するお笑いコンテスト。冠スポンサーにはアサヒビールが就任している。
キャッチコピーは『漫才か、コントか。いや、どっちもだ!』。

## 概要
最も面白い漫才・コントの二刀流コンビを決める大会である。出場資格は2人以上、プロアマ問わず、芸歴制限なし。同人物が異なるユニットでの複数エントリーや、即席ユニットでの出場も可能。
エントリー料は1組2000円。予選は4月から行われ、東京と大阪で1回戦・2回戦・準々決勝、東京で準決勝が実施される。1回戦は漫才かコントどちらか1つをコンビが選択する。2回戦からは漫才とコントを1本ずつ披露し、2ネタの合計得点で審査。ネタの持ち時間は1回戦が2分、2回戦がそれぞれ3分、準々決勝以降がそれぞれ4分。
決勝は「1stインパクト」と「2ndインパクト」の2ステージ制で、『M-1グランプリ』や『キングオブコント』などのような予選落ちは存在しない。コンビごとに漫才とコント、どちらを先に披露するかを選択可能。各ネタごとに5名の審査員が100点満点で審査し、2ネタの合計得点が最も高いコンビが優勝となる。1stインパクトのネタ順の決定はドラフト会議方式で行われ、コンビごとに希望する順番を選ぶことができる。2ndインパクトのネタ順は、1stでの順位が低い順に自動的に決定される。

## 出演者
- 司会：かまいたち（山内健司・濱家隆一）・橋本環奈[2]
- 応援サポーター：モグライダー（芝大輔・ともしげ）・佐々木久美
- サポートアナウンサー：黒田みゆ（日本テレビアナウンサー、各種ライブ配信MCも兼任）
- 日テレ公式チャンネルYouTubeライブ配信MC
  - 準々決勝進出者発表SP：ライス
  - 準決勝進出者発表SP：奥田修二（ガクテンソク）
  - ファイナリスト発表記者会見：陣内智則
- ナレーター：三宅健太

### 決勝審査員
| 年     | 審査員   | 審査員 | 審査員   | 審査員   | 審査員       |
| ------ | -------- | ------ | -------- | -------- | ------------ |
| 2025年 | 田中卓志 | 塙宣之 | 後藤輝基 | 中川家剛 | 千原ジュニア |

## 大会期間・歴代優勝者
- 大会期間の最終日が決勝戦開催日および放送日。
- 所属事務所は出場当時。
- 得点は1stインパクトと2ndインパクトの合計点数。

| 回 | 大会期間              | エントリー数 | コンビ名 所属事務所（当時） | 決勝戦進出歴 | 結成年 | 得点  |
| -- | --------------------- | ------------ | --------------------------- | ------------ | ------ | ----- |
| 1  | 2025年 4月8日-7月21日 | 2875組       | ニッポンの社長 吉本興業     | -            | 2013年 | 949点 |

### 優勝者に贈られる賞品
- 優勝トロフィー
- 優勝賞金1000万円（番組特製の1000万円の小切手）
- スマドリ商品 1年分

## 歴代決勝結果
| 金背景   | 優勝               |
| 赤文字   | 審査員別の最高評点 |
| 青文字   | 審査員別の最低評点 |
| 赤太文字 | 全体の最高評点     |
| 青太文字 | 全体の最低評点     |

- 所属事務所は出場当時。
- 順位や得点などをまとめた表は、矢印がついたセルをクリックすると、昇順、降順、元の順の順番で並び替えられる。

### 第1回（2025年）
| 順位 | コンビ名 所属事務所                         | No.  | 1stインパクト | 1stインパクト | 1stインパクト | 2ndインパクト | 2ndインパクト | 2ndインパクト | 合計  |
| 順位 | コンビ名 所属事務所                         | No.  | 出番順        | ネタ種        | 得点          | 出番順        | ネタ種        | 得点          | 合計  |
| ---- | ------------------------------------------- | ---- | ------------- | ------------- | ------------- | ------------- | ------------- | ------------- | ----- |
| 優勝 | ニッポンの社長 吉本興業                     | 1941 | 5番           | コント        | 475点         | 7番           | 漫才          | 474点         | 949点 |
| 2位  | ロングコートダディ 吉本興業                 | 215  | 6番           | コント        | 470点         | 6番           | 漫才          | 477点         | 947点 |
| 3位  | セルライトスパ 吉本興業                     | 839  | 4番           | コント        | 470点         | 5番           | 漫才          | 463点         | 933点 |
| 4位  | コットン 吉本興業                           | 2864 | 3番           | コント        | 466点         | 4番           | 漫才          | 460点         | 926点 |
| 5位  | かもめんたる サンミュージックプロダクション | 2124 | 1番           | コント        | 457点         | 3番           | 漫才          | 460点         | 917点 |
| 6位  | ななまがり 吉本興業                         | 1688 | 7番           | コント        | 454点         | 1番           | 漫才          | 461点         | 915点 |
| 7位  | スタミナパン SMA                            | 425  | 2番           | 漫才          | 456点         | 2番           | コント        | 454点         | 910点 |

| 出番順 | コンビ名           | ネタ種 | 得点計 | 田中 | 塙 | 後藤 | 剛 | 千原 |
| ------ | ------------------ | ------ | ------ | ---- | -- | ---- | -- | ---- |
| 1      | かもめんたる       | コント | 457    | 90   | 87 | 93   | 95 | 92   |
| 2      | スタミナパン       | 漫才   | 456    | 95   | 89 | 91   | 90 | 91   |
| 3      | コットン           | コント | 466    | 94   | 93 | 94   | 95 | 90   |
| 4      | セルライトスパ     | コント | 470    | 95   | 93 | 94   | 95 | 93   |
| 5      | ニッポンの社長     | コント | 475    | 94   | 94 | 95   | 96 | 96   |
| 6      | ロングコートダディ | コント | 470    | 92   | 96 | 93   | 92 | 97   |
| 7      | ななまがり         | コント | 454    | 91   | 91 | 92   | 90 | 90   |

| 出番順 | コンビ名           | ネタ種 | 総得点 | 得点計 | 田中 | 塙 | 後藤 | 剛 | 千原 |
| ------ | ------------------ | ------ | ------ | ------ | ---- | -- | ---- | -- | ---- |
| 1      | ななまがり         | 漫才   | 915    | 461    | 96   | 91 | 92   | 92 | 90   |
| 2      | スタミナパン       | コント | 910    | 454    | 91   | 90 | 91   | 90 | 92   |
| 3      | かもめんたる       | 漫才   | 917    | 460    | 94   | 90 | 90   | 91 | 95   |
| 4      | コットン           | 漫才   | 926    | 460    | 92   | 92 | 90   | 93 | 93   |
| 5      | セルライトスパ     | 漫才   | 933    | 463    | 93   | 93 | 93   | 92 | 92   |
| 6      | ロングコートダディ | 漫才   | 947    | 477    | 95   | 95 | 96   | 95 | 96   |
| 7      | ニッポンの社長     | 漫才   | 949    | 474    | 96   | 95 | 94   | 94 | 95   |

| 順位 | グループ名         | ネタ種 | 得点 |
| ---- | ------------------ | ------ | ---- |
| 1位  | ロングコートダディ | 漫才   | 477  |
| 2位  | ニッポンの社長     | コント | 475  |
| 3位  | ニッポンの社長     | 漫才   | 474  |
| 4位  | セルライトスパ     | コント | 470  |
| 4位  | ロングコートダディ | コント | 470  |
| 6位  | コットン           | コント | 466  |
| 7位  | セルライトスパ     | 漫才   | 463  |
| 8位  | ななまがり         | 漫才   | 461  |
| 9位  | かもめんたる       | 漫才   | 460  |
| 9位  | コットン           | 漫才   | 460  |
| 11位 | かもめんたる       | コント | 457  |
| 12位 | スタミナパン       | 漫才   | 456  |
| 13位 | ななまがり         | コント | 454  |
| 13位 | スタミナパン       | コント | 454  |

備考
- スタミナパンとセルライトスパは、初の全国区の漫才・コントの賞レース番組での決勝進出となる。他の5組はいずれも『キングオブコント』の決勝経験者で、そのうち『M-1グランプリ』の決勝も経験したのはロングコートダディのみ。なおセルライトスパメンバーの大須賀健剛はR-1ぐらんぷりの決勝進出経験がある。
- 7組中6組が1stインパクトでコントを選択し、漫才を選択したコンビはスタミナパンのみだった。